# Teen Topanga
Leana Noelle McFadden (Midland, Texas; 10 de septiembre de 1980), más conocida como Teen Topanga o Leana Silver, es una actriz pornográfica quien al retirarse de la industria del entretenimiento para adultos cambió en un principio su nombre por el de Leana Silver en honor a sus autores favoritos Sid y Nancy Silver.
Fue novia del músico James Owen Sullivan, también conocido como "The Rev", baterista de Avenged Sevenfold. Ambos empezaron a salir juntos en septiembre de 2005. Leana tiene dos hermanas llamadas Alexis y Lauren.
Solía acompañar a su pareja Jimmy y a su banda Avenged Sevenfold durante su gira alrededor de Estados Unidos y cuando no estaba con ellos, trabajaba en un bar de deportes llamado "Beer Nutz Sports Grill".
El 28 de diciembre de 2009, encontró a su novio, James Owen Sullivan, muerto en su propiedad debido a una intoxicación.